# Ruota da molino
Ruota da molino è un termine utilizzato in araldica per indicare quella a pale.
La ruota da mulino simboleggia un'antica giurisdizione su mulini e obbedienza, perché affronta la corrente del fiume e obbedisce al movimento che questa determina. Negli stemmi compare frequentemente accompagnata ad una fascia ondata d'argento o d'azzurro, che si riferisce al fiume che alimenta il mulino.

Ruota da molino (stemma di Mülligen, Svizzera)
Mezza ruota da molino (Mühlau, Svizzera)
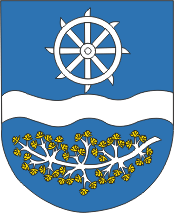
Ruota da mulino (Krupki, Bielorussia)
Ruota da mulino (Nister-Möhrendorf, Germania)
D'oro, alla ruota da mulino di rosso (Owingen, Germania)
Ruota da mulino (Mulegns, Svizzera)
Di rosso, alla ruota da molino d'argento (Remilly-Wirquin, Francia)